# 2019年歐洲聯盟（脫離）（第2號）法令
《2019年歐洲聯盟（脫離）（第2號）法令》（英語：European Union (Withdrawal) (No. 2) Act 2019，通稱「彭氏法令」），是由英國下議院議員彭浩禮動議的一條國會法令，法令要求英国首相在某些情況下尋求押後脫歐日期。如果下議院在2019年10月19日前未能通過脫歐協議或無協議脫歐的話，就會觸發本法令的主要條款。法令又提出將脫歐限期由2019年10月31日延遲至2020年1月31日，若獲得歐盟高峰會接受的話，首相就有義務接受。
法令的部分條文詳列一旦歐盟高峰會提出其他脫歐限期的行動安排，要求英廷就英歐談判的進度定期提交報告，並載列首相致函歐洲理事會主席尋求延遲限期時的信件格式，以及剝奪首相拒絕修訂脫歐日的權力。法令在2019年9月9日獲御准，同日生效。
鲍里斯·约翰逊拜相後就有傳會考慮休會，反對派和後座議員繼而在奪得國會議程控制權後動議及和議本法案。政府強烈反對法案，約翰遜本人和疑歐派議員多次稱此為「投降法令」。政府更曾被質疑審視不同選項，意圖令法令失去法律效力。10月19日，約翰遜依據本法令致函理事會主席唐納德·圖斯克，正式請求押後脫歐日期，同月28日獲正式批准。10月30日，英國法律中的「離開日」相應地修訂為2020年1月31日晚上11時正。
本法令在2020年1月23日被《2020年歐洲聯盟（脫離協議）法令》廢除。

## 背景
2016年6月，英國公投通過脫離歐洲聯盟。2017年2月，下議院以498票對114票通過《2017年歐洲聯盟（通知脫離）法令》。公投九個月後的2017年4月29日，當時在位的文翠珊政府正式引用里斯本條約第50條，開展脫歐程序。2017年6月的大選，文翠珊領導的保守黨意外失去國會大多數，不過得到民主統一黨支持而能夠繼續執政。
2018年11月，英國脫離歐洲聯盟協議對外公佈，但僅在2019年初就被三度否決。英國國會亦通過《2019年歐洲聯盟（脫離）法令》，不准在無協議情況下脫歐，並要求延長第50條程序。英國政府和歐洲理事會隨後同意押後原訂2019年3月29日的脫歐日期，先是2019年4月12日、繼而是2019年10月31日。
推動脫歐不果的文翠珊遭受保守黨黨內反對，她最終在2019年6月7日辭任保守黨黨魁，同年7月24日離任首相。繼任黨魁和首相的約翰遜提出「不脫歐毋寧死」方針，強調無論有否協議，英國必須在10月31日離開歐盟。
8月28日，約翰遜建議女皇伊利沙伯二世下令國會自9月第二週起休閉至10月14日，意味復會之時僅距離歐盟峰會三日。是次的會期中止令國會審議政府法案的時間大大縮短，被批評意圖繞過國會推動無協議脫歐。下議院議長白高漢形容是次休會是「憲政暴行」，民眾斥責等同政變或自我政變。

## 內容
法令包含5則條款和一個附表，載有請求延長談判期的信件格式。
- 引言：法令詳題及引言
- 第1條「有關聯合王國脫離歐洲聯盟的職責」：首相有義務為了脫歐協議談判而請求延長第50條談判期，除非下議院通過批准脫歐協議或批准無協議下脫歐的動議並得上議院辯論。若動議不獲批准，首相有義務請求延長至2019年10月19日。
- 第2條「報告聯合王國與歐洲聯盟關係的談判進度」：政府有義務在2019年11月30日發表談判的首份進度報告，若被否決或修訂則需要發表第二份報告，詳列未來談判的計劃；政府亦有義務自2020年2月7日起每四個星期發布進度報告，除非另有指示。
- 第3條「有關延長第五十條的職責」：首相有義務接受延長至2020年1月31日；首相亦獲准接受此新期限或請求下議院接受任何其他限期。
- 第4條「修訂現有條文」：修訂使法令不會與其他法律有衝突。
- 第5條「釋義、生效、範圍及簡稱」
- 附表「首相致函歐洲理事會主席之信件格式」：指明尋求延長期限的信件格式和字眼

## 過程
2019年9月3日，保守黨議員奥利弗·莱特温動議容許下議院控制翌日一條有關脫歐的後座議員法案的二三讀、委員會和考慮修訂程序，最終以27票之差獲通過。21名保守黨議員因倒戈支持法案而被開除黨籍（包括下議院院父暨前財政大臣祁淦禮、另外8名卡梅倫和文翠珊任內閣員、前首相邱吉爾的外孫尼古拉斯·索梅斯等），加上保守黨的菲利浦·李轉投自民黨，令政府失去國會的有效多數。肅清過後，首相弟弟約·約翰遜和安珀·路德決定辭職離開內閣，以示抗議。
9月4日，工黨議員彭浩禮動議《歐洲聯盟（脫離）（第6號）法案》。政府由始至終都鮮明反對，表明若獲下議院通過，首相將會馬上動議提前大選。法案以329票對300票獲二讀，之後法案在委員會階段被修訂一次，就是斯蒂芬·金諾克提出讓國會重新審議脫歐協議的修正案，最終因為沒有點票員負責「反對」而意外地獲得通過。法案同日獲三讀，比數為327票對299票。
法案同日呈交至上議院。由於上議院不如下議院般限制辯論發言的內容，有提議指政府會嘗試拉布阻撓法案成法。不過影子上議院領袖施安琪女男爵動議剪布，要求在9月6日下午5點前完成審議程序，保守黨貴族繼而就剪布動議102項修正案，逼使上議院先處理其他法案。但到9月5日上午1點半，政府宣布結束拉布，容許法案若被修改的話則可在9月9日下議院會議上再次審議。放棄拉布當日，上議院在無人反對下通過二讀，翌日在無修訂下通過委員會、報告和三讀程序。9月9日，法案在會期中止前數小時獲得皇家御准，繼而成為法例。

## 反應

### 政界
法令在下議院通過當日，即9月4日，政府旋即動議定期國會法令、提前舉行大選，最後獲得298票贊成、56票反對，因未獲三分二超級多數（即434票）的支持而不獲通過。反對派相信政府意圖在提前大選而國會被解散期間，確保英國能夠在無協議下脫歐，所以均投下反對票或棄權。9月9日，政府第二次動議提前大選不果，僅獲293票贊成和46票反對。
9月5日，約翰遜在域飛警校記者會上，揚言寧願「死在溝渠」也不會請求延長談判。英格蘭及威爾斯警察總會等組織批評約翰遜發表政治演說，影響警隊不偏不倚的形象。西約郡警察隊隊長莊·羅便翌日發聲明表示，演說原本計劃宣布新的治安政策，警方事前不知道首相會談及其他事務。外界一直質疑約翰遜有否違法，司法大臣羅伯特·巴克蘭在9月8日表示，他作為大法官有義務維護法治，亦已跟約翰遜討論法治的重要性，但否認傳聞會在首相犯法時就會請辭。
9月9日，有報導指政府會按法令要求寫信請求延長談判期，但會同時致函宣判該請求無效，從而令法令失效。最高法院前法官沈順勳爵認為舉動或者觸犯藐視法庭罪，內閣的律政專員可能會集體請辭；前刑事檢察處處長健·麥當奴表示約翰遜或面臨被囚；反對黨領袖傑瑞米·柯賓動議緊急辯論法治的重要性，期間政府依然強調政策乃不會押後脫歐期。動議在無反對下通過，被視為反對派的一大勝利。YouGov在9月6日至8日進行民調，結果顯示50%受訪者不同意政府違反法令，另有28%同意；脫歐派（52%－28%）和保守黨人（50%－34%）最為支持政府，而留歐派（8%－77%）、自由民主黨（11%－76%）和工黨（14%－69%）則相反。
同日，威爾斯黨下議院領袖利絲·薩維·羅拔士宣布多黨派已開展討論，一旦約翰遜拒絕遵守法律，反對派將會開展彈劾程序。彈劾程序久未動用，亦未曾有閣員和首相因而下台；迄今最後一位被彈劾的是1806年的亨利·登打士，第一代美怡維子爵。最近一次發動彈劾是在2004年，當年威爾斯黨有份領導國會嘗試令時任首相貝理雅為伊拉克戰爭作失實陳述而請辭。當時是反對派前座議員的約翰遜也有明確支持彈劾動議，更在《每日電訊報》撰文指控貝理雅「藐視國會和公眾」。
2019年9月26日，前首相馬卓安在歐洲改革中心發表談話，擔心政府會引用《2004年民事應急法令》中容許政府在緊急情況下令法例失效的條文，去動用樞密院令使法令失效至10月31日。樞密院令與樞密令有不同，前者可由樞密院自行制定，後者則需要女皇的同意。樞密院令的制定因由通常都是技術原因，又或者規管醫療服務，不會使法規不適用。翌日下午，首相府否認約翰遜會透過樞密院令繞過法令，但繼續強調政府會帶領英國如期10月31日脫歐。

### 法院
2019年9月12日，祖利昂·蒙 QC 和苏格兰民族党司法發言人祖安娜·車麗 QC MP 入稟蘇格蘭高等民事法院，要求當國會未能通過脫歐協議時，首相需要致函尋求押後。二人希望蘇格蘭法院獨有的特別救濟權能夠在約翰遜拒絕履行法令時，由法院以首相名義致函。而他們已在此前成功挑戰約翰遜的休會決定，法院在9月11日裁定決定屬非法。
9月24日，最高法院在女皇（米勒）訴首相及車麗訴蘇格蘭檢察總長一案中裁定與會無效和非法，國會因而在翌日復會。律政司喬弗利·科克斯當日早上表示政府沒有不遵守法令，但政府認為法令涵蓋的法律義務仍然是條懸而未決的問題。
10月7日，蘇格蘭法院拒絕受理蒙氏和車麗的訴訟，初審庭認為「沒有違反法定責任的合理憂慮」，法庭收到的聲言顯示政府會遵守法令，因此法院無需頒佈命令強制政府守法。10月9日，複審庭決定會在10月21日頒下最終判決，即法令限期過後兩日。起訴的二人繼而請求法庭若裁定政府必須致函的話而對方拒絕的話，法院則應動用特別救濟權寫信。
10月21日，複審庭復審蒙氏和車麗的訴訟。二人承認約翰遜滿足了法令的要求，但辯稱第二封信抵銷了第一封信。法庭又拒絕政府要求結束審議案件，認為案件應該繼續「直至清楚顯示（彭氏法令）的義務已全數履行」，意味政府未能擺脫法院的壓力。

### 議會辯論
迪士巴利議員薛寶拉批評首相在國會形容此法為「投降法令」的字眼是毫無必要的煽動，又稱反對派議員定時收到的死亡恐嚇都曾提及「投降法令」和指控他們「背叛」。薛氏認為首相應該注意言行。約翰遜回應時斥責她「謊言」不斷，結果引起一片譁然、「可恥」聲此起彼落。柏利和詩濱議員翠絲·布禮彬再呼籲首相慎言、做好榜樣避免議員再受襲擊，因為她的上任祖·葛絲就是在2016年6月被新納粹分子刺殺身亡。約翰遜再次拒絕，甚至表示悼念亡者的最佳方法就是「完成脫歐」，激發議事廳內更多憤怒。

## 結果
10月19日的下議院特別會議上，議員審議經修訂的脫歐協議。國會又以322對306票通過利氏修正案，決定延遲審議協議直至通過實施協議的立法。修正案觸發了本法令，要求首相馬上寫信予歐洲理事會主席唐納德·圖斯克，請求延長脫歐談判期至2020年1月31日。首相最終寫了兩封信：第一封信乃依照本法令指明尋求延長，但首相沒有簽名；第二封信則強調自己認為押後脫歐會是一個錯誤，希望理事會主席和成員協助，確保英國如期脫離歐盟，而信件副本也給了其他成員國；上述信函由英國常駐歐盟代表發出，並且簽署附函確定第一封信是依照彭氏法令而撰。
10月22日，實施脫歐協議的法案《歐洲聯盟（脫離協議）法案》在下議院以329票對299票獲二讀，但限制法案在三日內完成所有程序的「時限動議」（或譯「程序動議」）則以308對322票被否決，反對者認為動議將令國會沒有足夠時間檢視脫歐協議。
10月28日，歐盟正式通過押後脫歐限期。翌日，約翰遜的提前大選動議獲國會通過。保守黨最後奪得80席優勢，成為戴卓爾夫人時期後最大勝選。

## 備註
1. ↑  21名被驅逐出黨的議員為：吉托·貝伯、理查·貝尼昂、史蒂芬·布賴恩、阿利斯特·伯特、格雷格·克拉克、祁淦禮、大衛·高克、簡意寧、多米尼克·格里夫、山姆·吉馬、夏文達、史提芬·哈蒙德、理查德·哈林顿、玛戈特·詹姆斯、奥利弗·莱特温、安妮·弥尔顿、卡罗琳·诺克斯、宋碧芝、尼古拉斯·索梅斯

## 外部連結
- 法令原文
- 下議院動議時法案原文
- 上議院動議時的法案原文